# Wielka Ukraina (partia polityczna)
Wielka Ukraina (ukr. Велика Україна) – ukraińska partia polityczna założona we wrześniu 2006 (zarejestrowana 15 września 2006) przez Ihora Berkuta. Określana jako antysystemowe ugrupowanie lewicowe aprobujące prorosyjski separatyzm na Ukrainie. 

## Działalność i program partii
Założycielem partii jest Ihor Witalijowycz Berkut (występujący również pod nazwiskami Harry Berkut i Igor Gekko) – uczestnik wojny w Afganistanie (1979–1989). Postuluje przywrócenie kary śmierci oraz natychmiastową deportację nielegalnych migrantów z terenów Ukrainy na ich własny koszt. W programie partii znalazł się również pomysł obłożenia 30-procentowym podatkiem dochodowym każdego Ukraińca wjeżdżającego zza granicy z powrotem na teren państwa ukraińskiego. W programie partii znalazły się również postulaty nacjonalizacji najważniejszych sektorów gospodarki Ukrainy takich jak: petrochemia, przemysł ciężki, górnictwo, hutnictwo i energetyka oraz reforma rolna nakierowana na najbardziej poszkodowane lokalne społeczności na Ukrainie.  
W kwestiach bezpieczeństwa i obronności państwa ugrupowanie optuje za stworzeniem zawodowej armii z poboru i sprzeciwia się tworzeniu wojska najemnego (tzw. armia kontraktowa). Partia opowiada się przeciwko udziałowi Ukrainy w blokach, organizacjach i sojuszach wojskowych (w tym struktur Paktu Północnoatlantyckiego – NATO), jest za utrzymaniem rosyjskiej Floty Czarnomorskiej na Krymie oraz głosi rozbudowę floty Marynarki Wojennej Ukrainy w basenie Morza Czarnego, a także uściślenie monopolu państwa na sektor zbrojeniowy i wzmocnienie jednostek ukraińskiej straży granicznej. Sprzeciwia się również uczestnictwu Ukrainy w ramach Unii Europejskiej.
Szczególne miejsce w programie partii znalazły również zapisy o „walce z ukraińskimi oligarchami” wywierającymi szeroki negatywny wpływ na gospodarkę oraz administrację państwową Ukrainy.
Lider partii Ihor Berkut wyrażał również sympatię w stosunku do separatystów z Federacyjnej Republiki Noworosji, a także aprobatę dla okupacji Krymu przez Federację Rosyjską.